# Czas się zatrzymał
Czas się zatrzymał (wł. Il tempo si è fermato) – włoski dramat filmowy z 1959 roku w reżyserii Ermanno Olmiego.
Obraz był pierwszym filmem pełnometrażowym nakręconym przez młodego Ermanno Olmiego. Reżyser przedstawił w nim analizę relacji między dwoma strażnikami zmuszonymi do spędzenia razem zimowych dni w bezczynności w oddalonej od ludzkich siedzib lokalizacji górskiej. Film został nakręcony z aktorami nieprofesjonalnymi, dźwiękiem nagrywanym na żywo, w zgodzie z kanonami neorealizmu obowiązującymi wówczas w kinematografii włoskiej.
W ścieżce dźwiękowej znalazły się utwory: „King of rock” Adriano Celentano oraz „Proteggimi” – Anity Traversi (feat. Gli Oscars).

## Fabuła
Student Roberto Seveso najął się jako okresowy strażnik przy budowie tamy w Alpach Retyckich, w pobliżu góry Adamello (region Lombardii). Zastąpił Pedranziniego, robotnika, który został w domu, ponieważ jego żona urodziła. W pogrążonym w ciszy i odosobnieniu, otoczonym zaspami baraku Seveso spędzał czas ze starszym i małomównym kompanem, ojcem rodziny o imieniu Natale. Początkowa wzajemna nieufność z czasem przekształciła się we wzajemną sympatię.

## Obsada
W filmie wystąpili aktorzy niezawodowi:
- Natale Rossi jako Natale
- Roberto Seveso jako Roberto
- Paolo Quadrubbi jako drugi stróż

## Nagrody
X Mostra Internazionale del Film Documentario di Venezia 1959
- Gondola d’oro[6]

VIII Festival della Montagna del Trento 1959
- Rododendro d’oro[6]

Grolla d’oro 1960 (Saint-Vincent)
- Plate – Ermanno Olmi[8]

MFF w Valladolid 1960
- Wyróżnienie – Ermanno Olmi[9]